# Samnaungroep

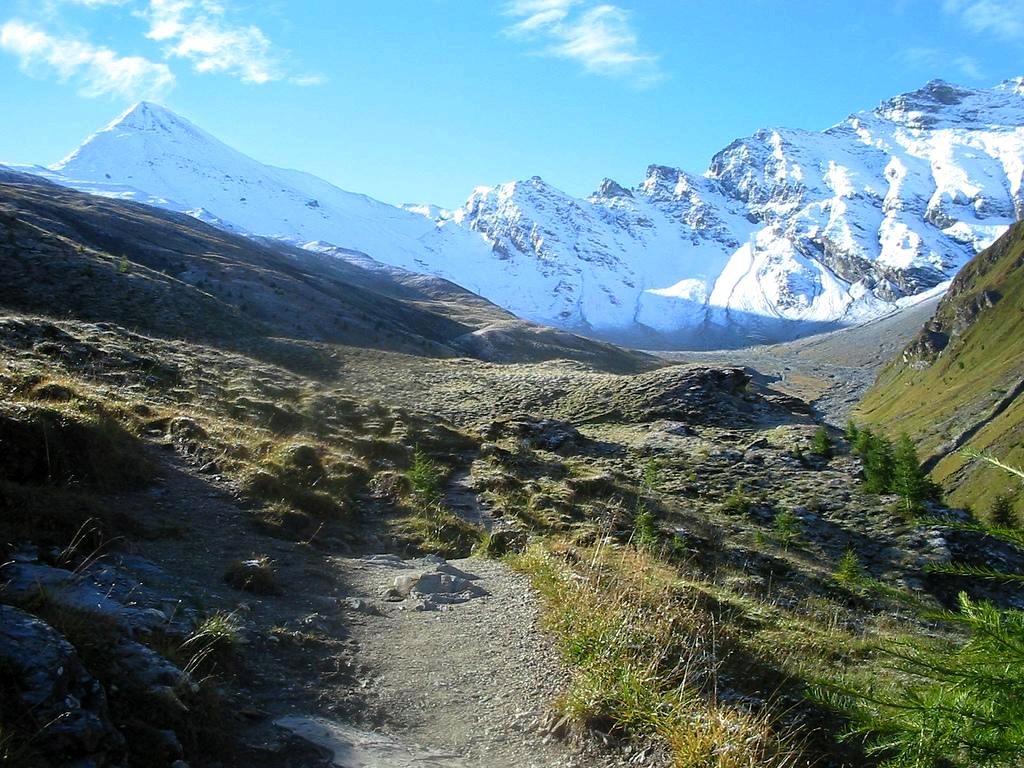
De Muttler (links) en Piz Tschütta (rechts) van de Samnaungroep

De Samnaungroep (Duits: Samnaungruppe) is een subgroep van de Centrale Alpen in de Oostelijke Alpen. De bergketen is gelegen in de Oostenrijkse deelstaat Tirol en het Zwitserse kanton Graubünden. De Samnaungroep heeft meerdere bergtoppen met een hoogte boven de drieduizend meter, maar een grote mate van vergletsjering als in de naburige Silvretta is er niet. De naam voor de bergketen is afgeleid van Samnaun, een Zwitserse gemeente in Graubünden, gelegen in het enige bewoonde dal in de bergketen.
De Samnaungroep maakt deel uit van de Westelijke Rätische Alpen. De grens met het Silvrettamassief wordt bij de Fimberpas gelegd.

## Naburige bergmassieven
Aan de Samnaungroep grenzen de volgende tot de Alpen behorende bergmassieven:
- Lechtaler Alpen (in het noorden)
- Ötztaler Alpen (in het oosten)
- Sesvennagroep (in het zuiden)
- Silvretta (in het westen)
- Verwallgroep (in het noordwesten)

## Ligging
In het noorden wordt de Samnaungroep van Ischgl tot bij Wiesberg begrensd door het Paznauntal, doorstroomd door de Trisanna. Vanaf Wiesberg zet de Sanna deze grens verder voort tot bij Landeck. Vanaf hier vormt de Inn de oostelijke en zuidoostelijke grens tot aan de inmonding van de Brancla in deze rivier, net ten zuiden van Ramosch. Vanaf hier vormt de Brancla stroomopwaarts door het Val Sinestra en verder door het Val Chöglias tot aan de Fimberpas de grens in het zuidwesten. In het westen vormt het Fimbertal vanaf Ischgl via de Heidelberger Hütte tot aan de Fimberpas de begrenzing van de Samnaungroep. De Fimberpas verbindt de Samnaungroep met de Silvretta.

## Subgroepen
In de Alpenvereinsführer Samnaungruppe wordt de Samnaungroep in drie subgroepen onderverdeeld. Deze subgroepen kennen geen namen maar worden gedefinieerd door hun grenzen.
- Een noordkam, tussen Landeck en Flahtjoch. In dit deel van de Samnaungroep bevinden zich de drieduizenders Hexenkopf en Furgler.
- Een deel tussen Flahtjoch en Zeblasjoch. In dit middendeel bevinden zich de drieduizenders Vesulspitze en Bürkelkopf.
- Een zuidelijk deel, ten zuiden en oosten van het Zeblasjoch. In dit deel, dat bijna in zijn geheel in Graubünden gelegen is, bevindt zich naast enkele andere drieduizenders, onder andere de Muttler, de hoogste berg in de Samnaungroep.

## Skigebieden
De Samnaungroep telt enkele skigebieden:
- Ischgl-Samnaun
- Serfaus-Fiss-Ladis
- See

## Bergtoppen
Bergtoppen in de Samnaungroep zijn onder andere:
1. Muttler, 3293 m
2. Stammerspitze (ook: Piz Tschütta), 3254 m
3. Piz Mundin, 3146 m
4. Clucher dal Mundin (ook: Mundinturm), 3120 m
5. Spi dal Mundin, 3115 m
6. Mundinnadeln, 3110 m
7. Piz Rots (ook: Vesilspitze), 3097 m
8. Vesulspitze, 3089 m
9. Piz Malmurainza, 3038 m
10. Hexenkopf, 3035 m
11. Sulnerspitze (ook: Piz Valdret), 3034 m
12. Bürkelkopf, 3032 m
13. Piz Nair, 3018 m
14. Gemspleiskopf, 3017 m
15. Furgler, 3004 m
16. Piz Alpetta, 2977 m
17. Piz Salèt, 2971 m
18. Rotpleiskopf (ook: Rothbleiskopf), 2938 m
19. Bürkelspitze, 2933 m
20. Grüblespitze, 2933 m
21. Flimspitze, 2929 m
22. Piz Chamins, 2927 m
23. Spi da Chöglias, 2925 m
24. Piz Mezdi, 2920 m
25. Gmaierkopf, 2914 m
26. Kleiner Furgler, 2897 m
27. Grübelekopf, 2894 m
28. Plattkopf, 2893 m
29. Blankakopf, 2892 m
30. Stielkopf, 2889 m
31. Ochsebnekopf, 2888 m
32. Mot da las Amblanas, 2783 m
33. Lawenskopf, 2877 m
34. Greitspitze, 2871 m
35. Schwarzwandspitze, 2871 m
36. Kübelgrubenkopf, 2870 m
37. Palinkopf (ook: Paulinerkopf), 2864 m
38. Nördlicher Arrezkopf, 2860 m
39. Karlesspitze, 2858 m
40. Riererkopf, 2856 m
41. Hinteres Kreuzjoch, 2853 m
42. Seekopf, 2850 m
43. Alptrider Kopf, 2848 m
44. Glockspitze, 2846 m
45. Südlicher Arrezkopf, 2845 m
46. Vorderes Kreuzjoch, 2845 m
47. Gamsbergspitze, 2839 m
48. Kegelkopf, 2837 m
49. Blautalkopf, 2834 m
50. Zanderskokpf, 2831 m
51. Masnerkopf, 2828 m
52. Piz Arina, 2828 m
53. Wasenkopf, 2825 m
54. Frudigerkopf, 2822 m
55. Gamsbergkopf, 2821 m
56. Blauwand, 2816 m
57. Piz da Val Gronda, 2811 m
58. Planskopf, 2804 m
59. Piz Crappa Grischa, 2800 m
60. Höllenspitze, 2799 m
61. Piz Calchogns, 2792 m
62. Gamspleiskopf, 2791 m
63. Piz Davo Sassè, 2791 m
64. Minderskopf, 2780 m
65. Oberer Malfragkopf, 2776 m
66. Pezid, 2770 m
67. Plansspitze, 2766 m
68. Piz Ot, 2758 m
69. Spilitspitze, 2754 m
70. Visnitzkopf, 2745 m
71. Salàaser Kopf, 2744 m
72. Martinskopf, 2736 m
73. Piz Motnair, 2732 m
74. Piz Fenga Pitschna, 2725 m
75. Muttlerkopf, 2718 m
76. Piz Val Matruga, 2711 m
77. Schafpleiskopf, 2707 m
78. Velillspitze, 2704 m
79. Kreuzjoch(kopf), 2698 m
80. Lange Wand, 2698 m
81. Munt da Chierns, 2690 m
82. Vorderer Brunnenkopf, 2682 m
83. In der Keil, 2679 m
84. Rotspitze, 2678 m
85. Hinterer Sattelkopf, 2670 m
86. Stielegg, 2670 m
87. Schwarzer Kopf, 2664 m
88. Piz Munschuns, 2657 m
89. Riefenkopf, 2654 m
90. Unterer Malfragkopf, 2654 m
91. Hinterer Brunnenkopf, 2642 m
92. Hühnerbergkopf, 2640 m
93. Giggler Spitze, 2614 m
94. Piz Murtera, 2600 m
95. Plansturm, 2600 m
96. Oberer Sattelkopf, 2596 m
97. Zwölferkopf, 2596 m
98. Bergliskopf, 2595 m
99. Piz Fot, 2593 m
100. Gatschkopf, 2588 m
101. Schwarze Wand, 2583 m
102. Geierskopf, 2580 m
103. Hinterer Heuberg, 2578 m
104. Stillegg, 2570 m
105. Medrig, 2568 m
106. Schafberg, 2560 m
107. Pizzet, 2543 m
108. Muttakopf (ook: Muterköpfli), 2525 m
109. Fließer Berg, 2520 m
110. Knollkopf, 2518 m
111. Schönjöchl, 2493 m
112. Piz Vinokourov, 2472 m
113. Lahngangkopf, 2471 m
114. Hoher Kopf, 2440 m
115. Zonpleiskopf, 2438 m
116. Praiswand, 2411 m
117. Rumsla-Egg, 2407 m
118. Toarjoch, 2406 m
119. Thialkopf (ook: Dialkopf), 2398 m
120. Praiskopf, 2371 m
121. Laderberg, 2365 m
122. Vorderer Heuberg, 2353 m
123. Lazidkopf, 2346 m
124. Teufelszacken, 2289 m
125. Hahntennenberg, 2255 m
126. Föhrnegg, 2250 m
127. Mittagkopf, 2249 m
128. Matekopf, 2248 m
129. Mittlerer Sattelkopf, 2160 m
130. Piz Urezza, 2100 m
131. Unterer Sattelkopf, 2091 m
132. Zirmegg, 2073 m
133. Rauher Kopf, 2052 m
134. Alpkopf, 2022 m
135. Michaelskopf, 1892 m
136. Perlfkopf, 1838 m
137. Beutelkopf, 1795 m

## Berghutten
- Alp Trida, 2263 m
- Ascher Hütte, 2256 m
- Bodenhaus, 1848 m
- Flathhütte, 2023 m
- Hexenseehütte, 2588 m
- Kölner Haus, 1965 m